# Banteln
Banteln is een dorp en voormalige gemeente in de Duitse deelstaat Nedersaksen. De gemeente maakte deel uit van de Samtgemeinde Gronau (Leine) in het Landkreis Hildesheim. Banteln werd per 1 november 2016 toegevoegd aan de gemeente Gronau (Leine). Het dorp telde 1.496 inwoners op 30 november 2016.. De gemeente Gronau is op haar beurt weer een van de drie gemeentes binnen  de Samtgemeinde Leinebergland.

## Ligging, infrastructuur
Banteln ligt enkele kilometers ten zuiden van Elze en ten zuidwesten van het stadje Gronau (Leine), en direct ten westen van de rivier de Leine. Deze is hier alleen bevaarbaar voor kano's en kleine plezierboten.
Het dorp wordt aan de westrand begrensd door de noord-zuid verlopende Bundesstraße 3 Hannover -Alfeld - Northeim. Iets ten noorden van Banteln takt de Bundesstraße 240 van de B 3 af. Deze loopt van Gronau westwaarts naar Eime en kronkelt verder zuidwestwaarts naar Bodenwerder aan de Wezer. Banteln heeft zelf ook een directe wegverbinding met het slechts een paar kilometer west-noordwestwaarts gelegen dorp Eime.  Bij het enige kilometers verder noordwaarts gelegen Elze kruist de B 3 de belangrijke Bundesstraße 1.
Banteln heeft, als enige plaats in de Samtgemeinde Leinebergland een spoorwegstation. Het ligt aan de spoorlijn Hannover - Kassel of Hannoversche Südbahn, en wordt ieder uur door een stoptrein in beide richtingen bediend. De spoorlijn en de A3 lopen bij Banteln evenwijdig vlak naast elkaar.

## Geschiedenis
In een schenkingsakte uit het jaar 997  van keizer Otto III komt de oudste schriftelijke vermelding van Banteln voor.
Het kasteel van Banteln was in de 18e en 19e eeuw residentie van leden van het adellijke geslacht Von Bennigsen, dat, evenals het dorp Banteln nu nog, een kruisboog in zijn wapenschild voerde. Dat had na de Dertigjarige Oorlog, waarin Banteln zeer zware schade had opgelopen, het plaatsje in leen verkregen.   Zie ook: Bennigsen. In 1853 werd het station van het dorp aan de spoorlijn naar Hannover geopend.

## Bezienswaardigheden

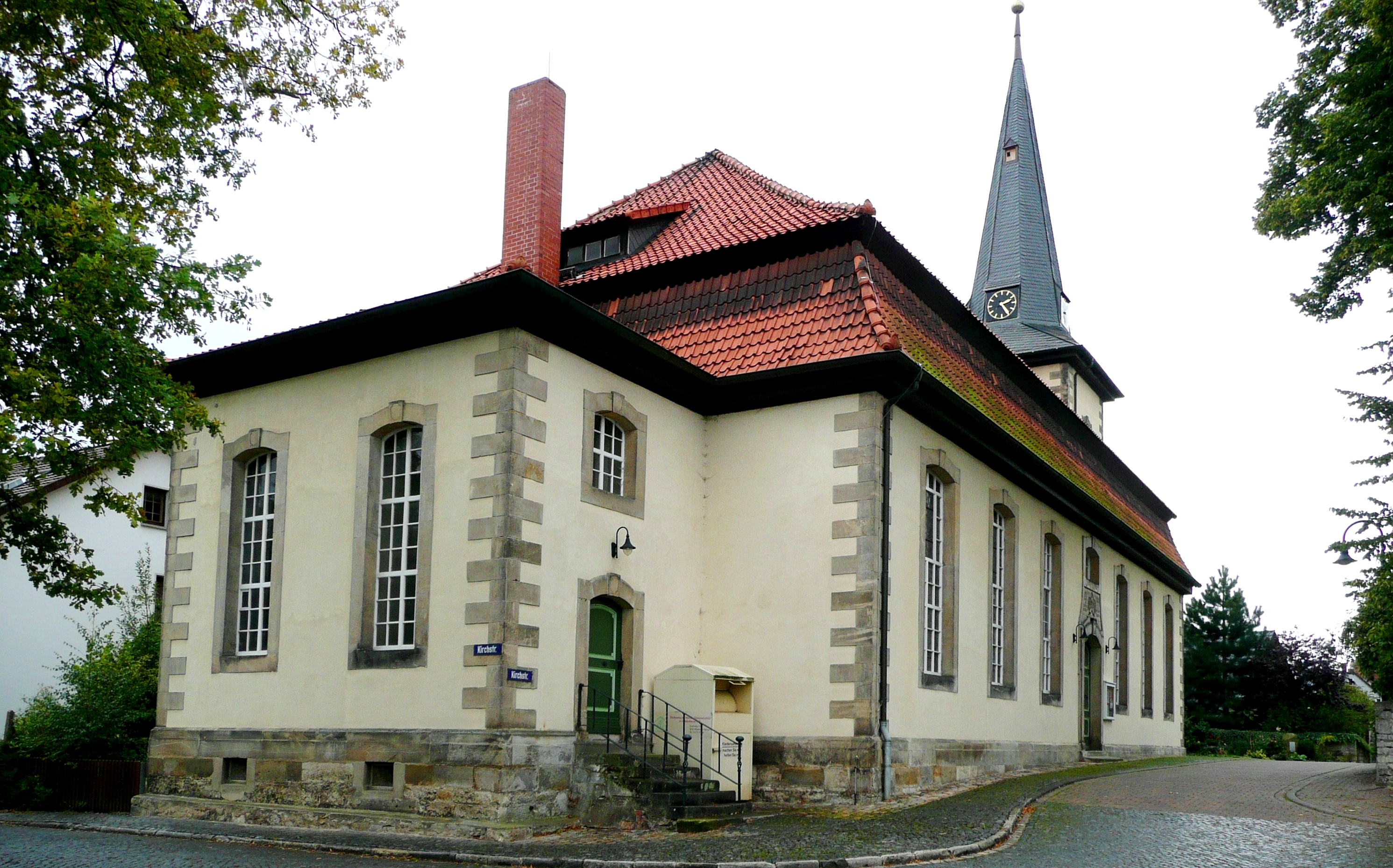
Banteln, evang.-lutherse St. Joriskerk
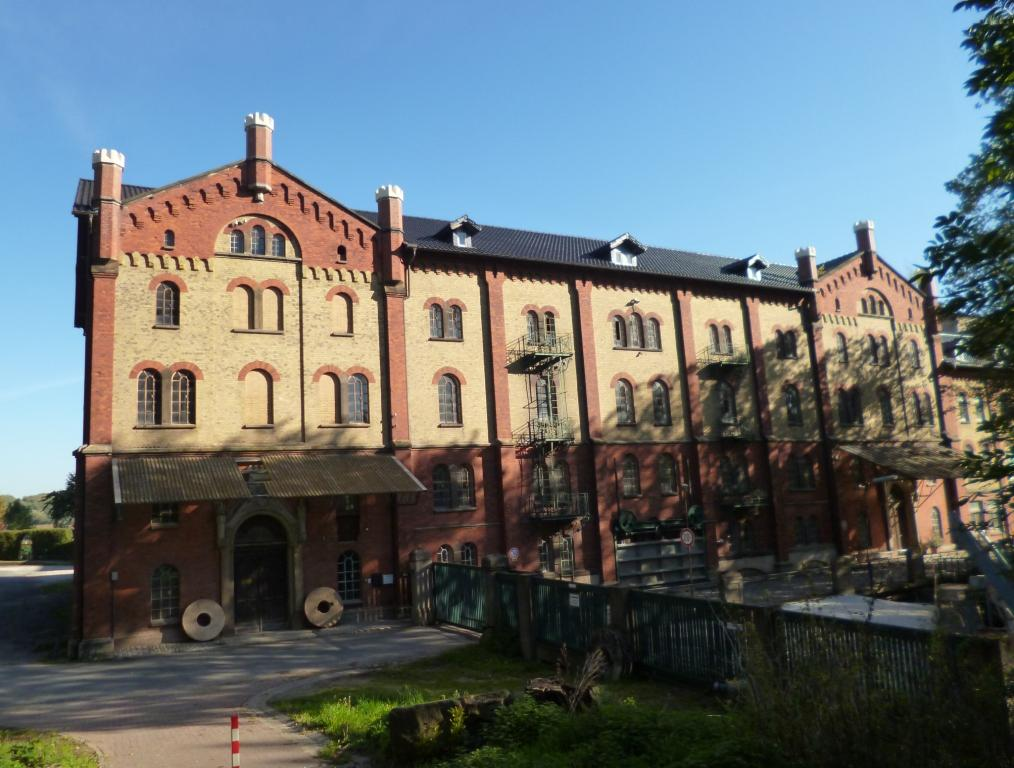
Voormalig molengebouw
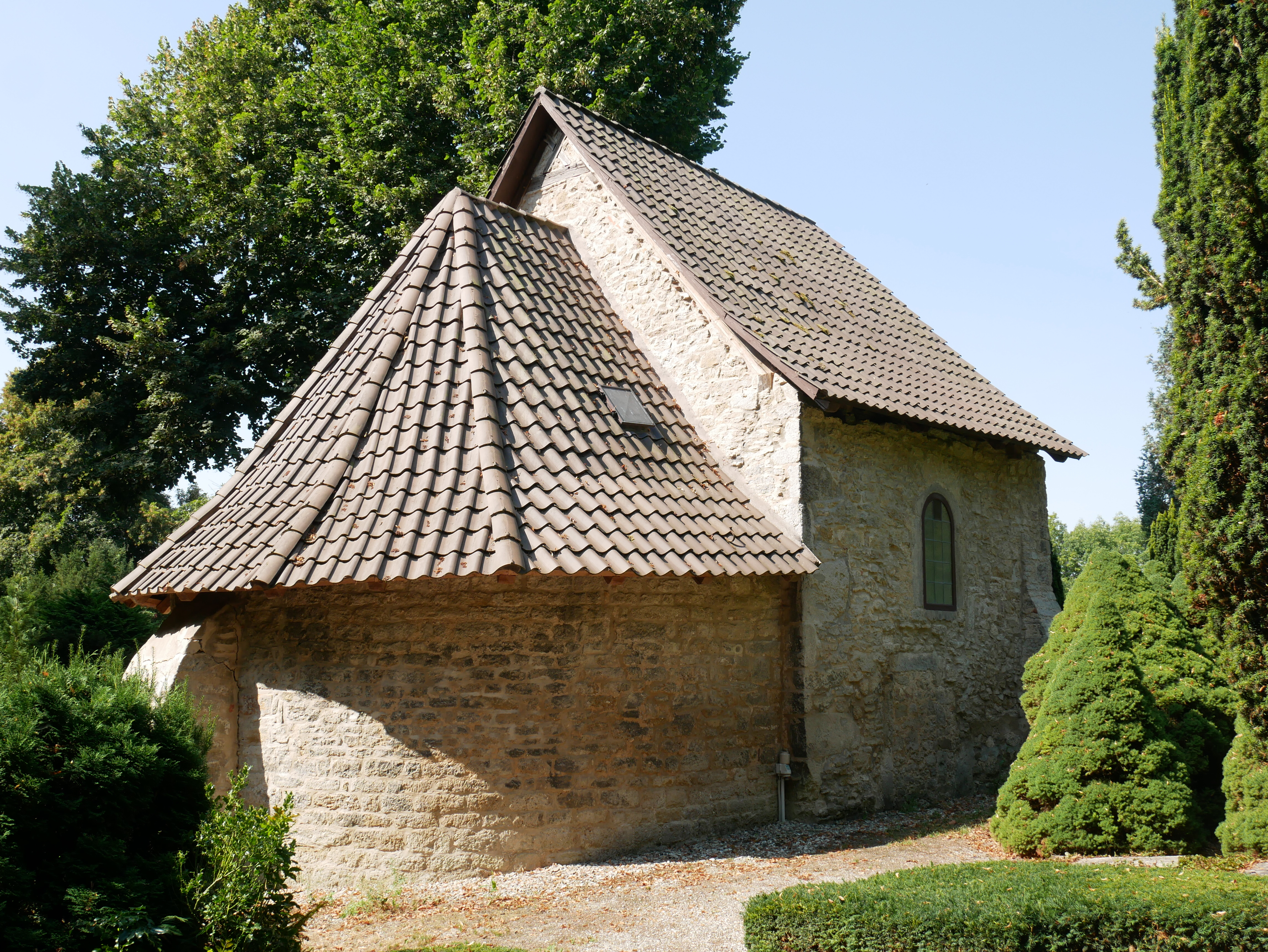
Feldberger Kapelle

- De evangelisch-lutherse St. Joriskerk in het dorp dateert uit 1788 en is in 1911 gerenoveerd. Het interieur is laat-barok.
- Het dorp bezit in een voormalige, 19e-eeuwse molen een kleine elektriciteitscentrale.  Deze is in een markant gebouw gehuisvest, dat een typisch voorbeeld is voor industrieel erfgoed uit de periode 1870-1914 (Gründerzeit).
- De Feldberger Kapelle was vanaf de 12e eeuw het kerkje van een sinds ca. 1400 niet meer bestaand dorpje Feldberge. Het gebouwtje werd, na in de Dertigjarige Oorlog te zijn verwoest, herbouwd als rouwkapel bij het kerkhof van Banteln.

## Belangrijke personen in relatie tot het dorp
- Graaf Levin August von Bennigsen, voluit: Levin Leontij Leontevitsj August Theophil von Bennigsen, (Russisch: Леонтий Леонтьевич Беннигсен) (Braunschweig, 10 februari 1745 - Banteln, 3 december 1826), Russisch generaal van Duitse afkomst
- Alexander Levin, graaf van Bennigsen (* 21 juli 1809 in Zakret bij Vilnius, Litouwen; † 27 februari 1893 in Banteln), zoon van de voorgaande, politicus in het Koninkrijk Hannover

## Partnergemeente
Banteln onderhoudt sinds 1992 een jumelage met Brécey in Frankrijk.
- Gemeinsame Normdatei: 4588080-3
- MusicBrainz: 8b2c6d93-1aa1-40a3-80dc-b3db662c1136
- Virtual International Authority File: 239645696

Adenstedt ·
Alfeld (Leine) ·
Algermissen ·
Almstedt ·
Bad Salzdetfurth ·
Banteln ·
Betheln ·
Bockenem ·
Brüggen ·
Coppengrave ·
Despetal ·
Diekholzen ·
Duingen ·
Eberholzen ·
Eime ·
Elze ·
Everode ·
Freden (Leine) ·
Giesen ·
Gronau (Leine) ·
Harbarnsen ·
Harsum ·
Hildesheim ·
Holle ·
Hoyershausen ·
Lamspringe ·
Landwehr ·
Marienhagen ·
Neuhof ·
Nordstemmen ·
Rheden ·
Sarstedt ·
Schellerten ·
Sehlem ·
Sibbesse ·
Söhlde ·
Weenzen ·
Westfeld ·
Winzenburg ·
Woltershausen